# Arbanija
Arbanija je priobalno mjesto na otoku Čiovu, na obali Kaštelanskog zaljeva. Administrativno pripada gradu Trogiru.

## Zemljopisni položaj
Nalazi se jugozapadno od čiovskog dijela Trogira (4km od centra grada) i Mastrinke, a sjeveroistočno od Slatina. Jugozapadno se cestom dolazi do sela Žednoga. S druge strane zaljeva, prema istoku, se nalazi Marjanski poluotok i Split. 

## Povijest
U mjestu se nalazi dominikanski samostan Svetog Križa. Naselje je nastalo prilikom izgradnje samostana početkom 15. stoljeća. Utemeljen je 1432. na osnovu papine bule. Podignut je na predjelu Zizmana Gniviza. 1451. je godine samostan bio najvećim dijelom izgrađen. Redovnici su se uselili, a sa sobom su doveli nekoliko albanskih obitelji kao težake radi obrade zemlje. Po njima se nazvalo obližnje naselje Arbanija. Dovođenje Albanaca je u svezi s time što je Dominikanska provincija Dalmacija tada obuhvaćala samostane od Istre u Hrvatskoj do Drača u Albaniji.

## Stanovništvo
Prema popisu stanovništva 2011. godine naselje je imalo 374 stanovnika.
| broj stanovnika |       |       | 73    | 89    | 103   | 102   |       | 268   | 242   | 266   | 249   | 223   | 301   | 613   | 370   | 374   | 349   |
|                 | 1857. | 1869. | 1880. | 1890. | 1900. | 1910. | 1921. | 1931. | 1948. | 1953. | 1961. | 1971. | 1981. | 1991. | 2001. | 2011. | 2021. |

## Turizam
Područje Arbanije poznato po lijepim plažama, šumom obraslom priobalju i malim živopisnim uvalama.  
U mjestu je restoran, nekoliko kafića, trgovina.